# Primošten
Primošten je općina u Hrvatskoj. Nalazi se u Šibensko-kninskoj županiji.

## Zemljopis
Nalazi se na jadranskoj obali, između gradova Šibenika i Trogira.

## Stanovništvo
Većinu čine Hrvati (97,03 %).

### Poznate osobe
- Anton E. Basetić (1879. – 1921.), pravim imenom Ante Emilio Bolanča, hrv. emigrantski novinar, prva žrtva jugoslavenskog državnog terora

| broj stanovnika | 1463  | 1742  | 1884  | 2221  | 2659  | 2724  | 3700  | 3551  | 3500  | 3546  | 3331  | 3216  | 2991  | 2956  | 2992  | 2828  | 2627  |
|                 | 1857. | 1869. | 1880. | 1890. | 1900. | 1910. | 1921. | 1931. | 1948. | 1953. | 1961. | 1971. | 1981. | 1991. | 2001. | 2011. | 2021. |

| broj stanovnika | 1463  | 1742  | 783   | 773   | 1144  | 835   | 3700  | 2682  | 1230  | 1227  | 1156  | 1407  | 1540  | 1745  | 1761  | 1631  | 1555  |
|                 | 1857. | 1869. | 1880. | 1890. | 1900. | 1910. | 1921. | 1931. | 1948. | 1953. | 1961. | 1971. | 1981. | 1991. | 2001. | 2011. | 2021. |

## Uprava
Načelnik Primoštena je Stipe Petrina (NLSP).

## Povijest
U primoštenskom kraju poznati su tragovi veoma rane ilirske, grčke i hrvatske naseljenosti. U srednjem vijeku, tj. u desetom stoljeću, ovaj je kraj poznat pod nazivom Primorje (Parathelesije), a u novije doba, sve do kraja 19.st. spominje se kao Bosiljine. Od Bosiljina nastala su dva rejona: primoštenski i rogoznički kraj.
Primoštenski preci bili su bogumili. Osamdeset bogumilskih obitelji koje je stiglo iz Bosne (XI. i XII. st.), bježeći ispred turske najezde stigli su u Šibenik i zatražili zaštitu od šibenske vlastele. Vlastelini su te obitelji prihvatili i zatim ih morem prevezli deset morskih milja prema južnom pravcu Šibenika i tu ih iskrcali. Uvalica u koju su došljaci iskrcani i danas se naziva "Bosanski Dolac". Područje u koje su se iskrcali došljaci bilo je pusto i krševito. Oni su se zatim uputili prema istoku, četiri kilometra daleko od morske obale i tu naišli na veću visoravan, gdje su sagradili naselje i crkvicu uz pomoć šibenske biskupije. Tako je nastalo najstarije primoštensko naselje, današnje Prhovo, a nešto kasnije naselja Široke i Kruševo.
Uvjeti za stalan i siguran život postojali su sve dok se nisu zaredali upadi turskih četa iz dublje zagore i iz Bosne od kraja 15. st. i kasnije. Tako se oko 1480. god. pučani Prhova, Široka i Kruševa sklanjaju pred turskim upadima i pljačkom na obližnji otočić "Gola Glava" (Caput Cista) gdje su osnovali novo naselje - Primošten. Naselje koje je na otočiću izgrađeno kao pribježište, prvi se put pod hrvatskim imenom, Primošten, spominje 1564. god.  Već tada je otočić s naseljem bio prema kopnu zaštićen obrambenim zidom i s kopnom komunicirao preko pokretnog drvenog mosta. Otočić je dakle, primošten, od čega novom naselju i potječe ime Primošten.
Stanovnici novog centra (Bosiljine-Primošten) nisu, međutim, potpuno i trajno prekinuli vezu s prostorom u zaleđu (Stanovi). Oni su tamo zalazili i u doba trajanja turske opasnosti radi korištenja zemlje, koja je i dalje ostala najvažnija osnova njihovog gospodarstva.
Krajem XVIII. i početkom XIX. st. Primošten se širi i demografski raste, da bi početkom našeg stoljeća postao središnji ekonomsko-društveni punkt. Do tada je nekadašnji most već bio zamijenjen nasipom, a stambeno-gospodarska aglomeracija s aproširila izvan opsega stare jezgre (Varoš, Crnica).
Uz zemlju, koju su obrađivali Primoštenci, važna gospodarska grana bila je i stočarstvo. Uz to se spominju i vinogradi, što upućuje na stanoviti kontinuitet starijeg stanovništva.
Za vrijeme I. svjetskog rata nastaje na ovom području, kao i u drugim krajevima, teško stanje, posebice u pogledu prehrane. Vladala je glad, umirali su djeca i odrasli. S propašću Austrougarske u I svj. ratu Talijani su 4. studenoga 1918. okupirali općinu Šibenik. Tako je i primoštenski kraj od 1918. do 1921. god. bio pod talijanskom okupacijskom vlašću.
Za vrijeme II. svjetskog rata primoštenski kraj su pohađala razna zla. Jedno od najtežih bilo je 16. studenoga 1942. god. kada su Talijani, da bi osvetili smrt svojih mornara koje su poubijali partizani na Jelinjaku, ogromnom vojskom napali cijelu primoštensku župu. U tom su napadu sudjelovali svi rodovi vojske: kopnena s brodskim topovima, obalna baterija s 4 topa, mornarica (torpiljarka Govanina) i dva aviona bombardera. Po stanovima je bilo poubijano preko 50 muškaraca, žena i djece. Spaljeno je mnogo kuća kako po Stanovima tako i u Selu. U Selu nije bilo ljudskih žrtava, jer je "dobri" brigadir karabinjera Desiderio Bagiera sa svojim ađutantom G. Cagosinijem priopćio tu nakanu župniku don Grgi Rogliću i kapelanu don Ivi Šariću. Oni su u noći potajno probudili pučanstvo i te se narod uglavnom sakrio po raznim dragama, a najviše ih je bilo u crkvi. Kad je torpiljarka počela pucati, srušila je uistinu dosta kuća no žrtava nije bilo. Primoštenci zahvaljuju Gospi od Loreta što ih je spasila i zato prva nedjelja iza 16. studenoga svake godine svečana je zahvala Majci Božjoj, sa svečanom misom na oltaru Gospe od Loreta. Ujedno je taj dan proglašen zavjetnim danom.
Nakon II. svj. rata život naših Primoštenaca je bio težak. Radilo s na obnovi porušene i zaostale privredne djelatnosti. Primoštenci su se uhvatili težačkog života. Dobili su terene i počeli krčiti vinograde u uvali Kremik (Bucavac) i sam Kremik (Gaj). Na škrtoj crvenici iznikli su mladi vinogradi s poznatom sortom "Babić". Maslina ih je othranila, ipak, neimaština i težak život razbacali su Primoštence po svoj planeti.
Od 1960. god. počinje nagli razvoj Primoštena. Studenti iz Zagreba (sa Zvjezdarnice) i esperantisti otkrivaju Primošten. Gradi se esperanto-kamp i preko ljeta dolaze esperanti iz čitavog svijeta.
Na inicijativu gosp. Marka Skorina organiziraju se radne akcije. Radilo se na dalekovodu i vodovodu. Dolazi struja, voda, telefon i izgrađuje se Jadranska magistrala (1964. god.).
Grade se hoteli: "Raduča" 1966. god.,"Zora" i "Slava" 1968. god., "Marina Lučica" 1971. god., marina "Kremik" 1983. god. a nešto ranije izgrađen je kamp "Adriatik" (punta Maslina) za 3000 kampista.
Primošten postaje jedno od najljepših ljetovališta na Jadranu. Bilo je to doba pravog procvata i razvoja turističke privrede, koje je prekinuto ratnim događanjima na našim prostorima. Fenomen turizma donio je i katastrofalno demografsko pražnjenje na našim Stanovima.
Domovinski rat koji je u rujnu 1991. god.  zaustavio preporod Primoštena i primoštenskog kraja, ali će ono pronaći svoje pravo mjesto i nastaviti svoj rast na onom mjestu gdje je bio nasilno zaustavljen i prekinut.
Za vrijeme Domovinskog rata oko 300 mladića iz primoštenskog kraja sudjelovalo je na svim ratištima širom Hrvatske. Nažalost, razminirajući teren od zaostalih mina, par godina nakon završetka rata poginuo je Filip Gaćina koji je svojim uzvikom "Oba dva, oba su pala" ušao u povijest domovinskog rata.
Godine 2017., svečano je otvoren monumentalni kip Gospe od Loreta u Primoštenu.

## Gospodarstvo
- turizam
- Udruga vinogradara, vinara i maslinara

## Spomenici i znamenitosti
Primošten je poznat po svojim velikim i predivnim vinogradima. Fotografija jednog od primoštenskih vinograda visi na zidu zgrade središta UN-a u New Yorku. Razmatra se uvrštenje vinograda u UNESCO-ov popis baštine.
Osim po vinogradima, Primošten je poznat po tradicionalnoj utrci magaraca koja se organizira svako ljeto. Najveća plaža u Primoštenu je Raduča, a postoji i Mala Raduča, koja je izabrana za jednu od 10 najljepših plaža u Hrvatskoj.
Kip Gospe od Loreta u Primoštenu zajedno s postoljem visok je 17 i 30 metara, točno desetina brda Gaj. Spomenik je od betona, šupalj, može se vidjeti unutrašnjost, a završna obrada je mozaička, od zlata, srebra i bojanog stakla. Za konačan izgled kipa Gospe bio je zadužen arhitekt Aron Varga, a na mozaiku je radila ekipa stručnjaka s mozaičarom Milunom Garčevićem na čelu. To je najveći takav spomenik na svijetu.

## Kultura
- KUD "Sv. Juraj" Primošten Stanovi
- Mediteranski etnofestival
- Puhački orkestar Primošten
- Primoštenska čipka

## Šport
- vaterpolski klub "Primošten"
- jedriličarski klub "JK Primošten"
- Ronilački klub "RK Spongiola"
- malonogometni klub "MNK Primošten"
- boćarski klub "Primošten"

Regata malih katamarana Primošten održava se od 2009. i uz regatu u Pakoštanama, koja je započela iste godine, najstarija je regata malih sportskih katamarana u Hrvatskoj.

## Zanimljivosti
Primošten je osvojio zlatnu medalju i prestižnu nagradu Zlatni cvijet Europe 2007., za hortikulturno i urbano uređenje mjesta.
Krbelica je otočić 2km sjeverno od Primoštena.

## Vanjske poveznice
- Službena stranica Općine Primošten

|  | Portal Hrvatske: pristup člancima s tematikom o Hrvatskoj |